# Adriano Giannini
Adriano Giannini (Roma, 10 de mayo de 1971) es un actor de cine italiano.

## Biografía
Hijo de Giancarlo Giannini, Adriano Giannini actuó con Madonna en la película Swept Away, una secuela de la película italiana homónima protagonizada por su padre en 1974. Giannini tuvo un papel mayor en la serie dramática Missing (2012) de ABC TV protagonizada por Ashley Judd y Sean Bean.

## Filmografía

### Cine
- Alla rivoluzione sulla due cavalli, de Maurizio Sciarra (2001)
- Swept Away, de Guy Ritchie (2002)
- Simbad: La leyenda de los siete mares, de Tim Johnson (2003)
- Stai con me, de Livia Giampalmo (2004)
- Le conseguenze dell'amore, de Paolo Sorrentino (2004)
- Una talpa al bioparco, de Fulvio Ottaviano (2004)
- Ocean's Twelve, de Steven Soderbergh (2004)
- Dolina, de Zoltán Kamondi (2007)
- Nero bifamiliare, de Federico Zampaglione (2007)
- Las 13 rosas, de Emiliano Martínez Lazáro (2007)
- Sandrine nella pioggia, de Tonino Zangardi (2008)
- Butterflies & Lightning, de Katherine Griffin (2009)
- La casa sulle nuvole, de Claudio Giovannesi (2009)
- Couples Retreat, de Peter Billingsley (2009)
- Baciami ancora, de Gabriele Muccino (2010)
- Oro Negro, de Jean-Jacques Annaud (2011)
- Un matrimonio da favola, de Carlo Vanzina (2014)
- Una donna per amica, de Giovanni Veronesi (2014)
- Senza nessuna pietà, de Michele Alhaique (2014)
- La foresta di ghiaccio, de Claudio Noce (2014)
- Ambo, de Pierluigi Di Lallo (2014)
- Ho ucciso Napoleone, de Giorgia Farina (2015)
- Per amor vostro, de Giuseppe M. Gaudino (2015)
- Resentimental, de Leonardo Damario (2016)
- Il colore nascosto delle cose, de Silvio Soldini (2017)
- Vivere, de Francesca Archibugi (2019)
- Lacci, de Daniele Luchetti (2020)
- Tres pisos, de Nanni Moretti (2021)
- Una aventura en Marruecos, de Susannah Grant (2024)

### Televisión
- Luisa Sanfelice, de Paolo Taviani e Vittorio Taviani - Miniserie (2004)
- 48 ore, de Eros Puglielli - Miniserie (2005)
- Tigri di carta, de Eros Puglielli - Miniserie (2008)
- L'isola dei segreti - Korè, de Ricky Tognazzi - Miniserie (2009)
- L'ombra del destino, de Pier Belloni - Miniserie
- L'amore proibito, de Anna Negri (2011)
- 6 passi nel giallo, (2012)
- Missing - 10 episodios (2012)
- In Treatment - Serie (2013)

## Doblaje
- Heath Ledger en Candy (Danny), I'm Not There (Robbie Clark), The Dark Knight (Il Joker)
- Raz Degan en Centochiodi (Professorino), Albakiara e Barbarossa (Alberto da Giussano)
- Ryan Reynolds en Definitely, Maybe (Will Hayes), Green Lantern (Hal Jordan/Lanterna Verde)
- Laz Alonso en Miracle at St. Anna (Caporale Hector Negron) e Avatar (Tsu 'Tey)
- Christian Bale en The Fighter (Dicky Eklund)
- Joaquin Phoenix en The Master (Freddie Quell)
- Jude Law en Lemony Snicket's a series of unfortunate events (Lemony Snicket, voce narrante)
- Hugh Jackman en Australia (Il mandriano)
- Eric Bana en Star Trek (Nero)
- James Franco en Date Night (Taste)
- Henry Cavill en Whatever Works (Randy James)
- Josh Hartnett en Black Dahlia (Ag. Dwight "Bucky" Bleichert)
- Corey Stoll en Medianoche en París (Ernest Hemingway)
- Garrett Hedlund en On the road
- Tom Hardy en Lawless
- Joseph Fiennes en Adiós Bafana (James Gregory)
- Steven Strait en 10 000 a. C. (D'Leh)
- Fele Martinez en La mala educación (Enrique Goded)
- Alberto Roel en Habana Blues (Ruy)
- Gad Elmaleh en Un engaño de lujo (Jean)
- Cary Elwes en Pope John Paul II (serie TV)
- Jordi Mollà en Il mercante di pietre de Renzo Martinelli (Alceo)
- Pepe Viyuela en Spia + Spia - Due superagenti armati fino ai denti (Rincobronco)
- Roger Casamajor en El laberinto del fauno (Pedro)
- Bokeem Woodbine en Edmond (prisionero)
- Kieran O'Brien en The Road to Guantanamo (reporter)
- Konstantin Khabensky en Guardianes del día (Anton)
- Carlos Ponce en Couples Retreat (Salvadore)
- Johannes Brandrup en Lo smemorato di Collegno (Rai Uno), La ladra (Rai Uno), (Dante Mistretta), Tutta la musica del cuore de Ambrogio Lo Giudice (Mattia)